# Fremont Ellis

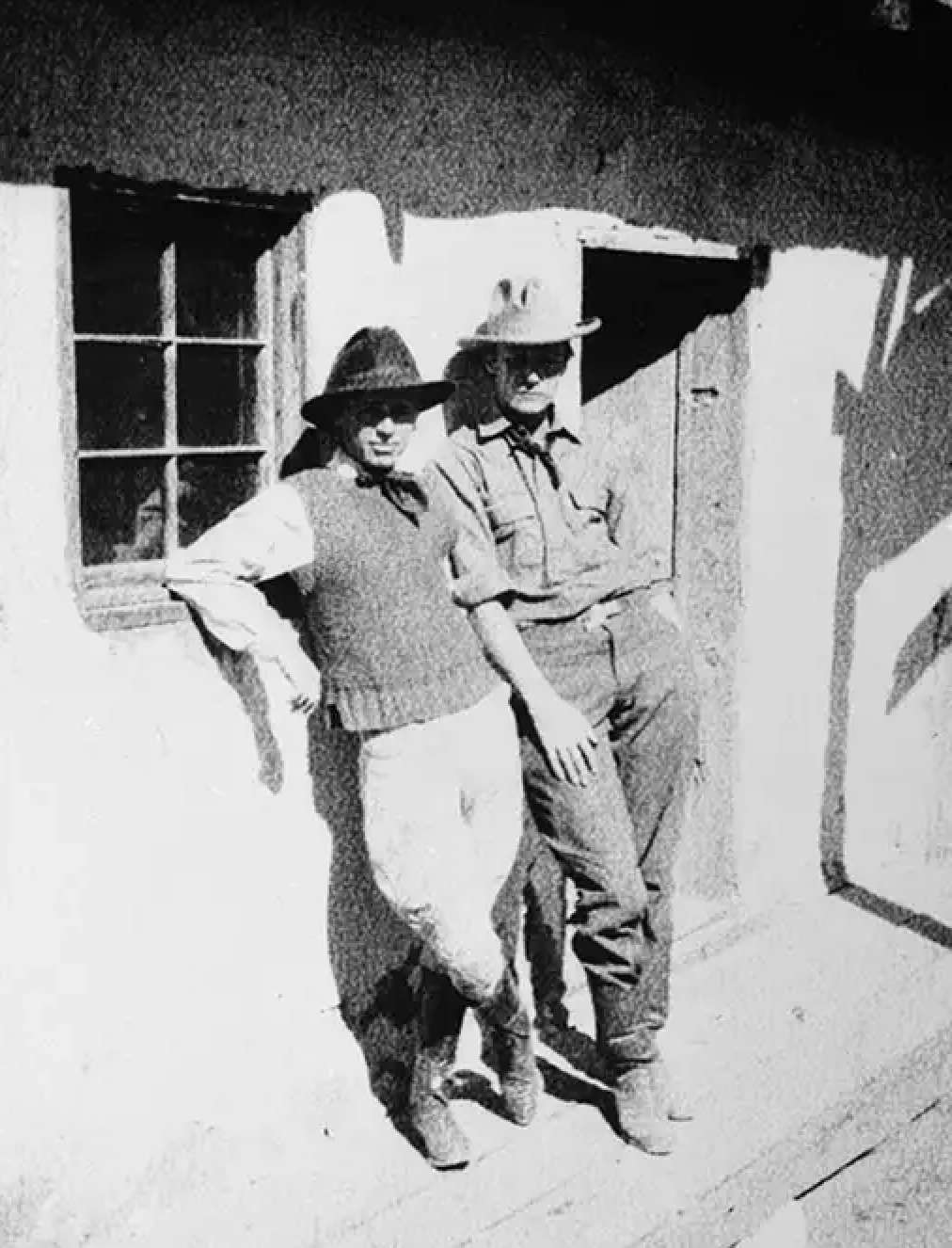
Fremont Ellis (li.) und Willard Nash (re.) in Canyoncito, New Mexico, 1920

Fremont F. Ellis (* 7. November 1897 in Virginia City, Montana; † 12. Januar 1985 in Santa Fe, New Mexico) war ein US-amerikanischer Maler und Mitglied der Künstlergruppe Los Cinco Pintores.

## Leben
Fremont Ellis wurde als Sohn eines reisenden Zahnarztes, Jahrmarktskünstlers und Theaterdirektors geboren und wuchs in verschiedenen Bergbaustädten Montanas auf. Durch den häufigen Wohnortwechsel erhielt er kaum eine formale Schulbildung. Während einer Reise nach New York City im Alter von 14 Jahren besuchte er das Metropolitan Museum of Art und wurde von den Werken Albert Bierstadts inspiriert, was in ihm den Wunsch weckte, Maler zu werden. Er begann Gemälde zu kopieren und entwickelte schon früh eine Leidenschaft für die Malerei. Trotz seines künstlerischen Interesses studierte Fremont Ellis Augenoptik und eröffnete ein Geschäft in El Paso, Texas, mit dem er jedoch scheiterte. Nach diesem Misserfolg zog er nach Santa Fe, New Mexico, wo er heiratete. Aufgrund finanzieller Schwierigkeiten verließ er die Stadt und arbeitete als Fotograf in Kalifornien. Als er nach Santa Fe zurückkehrte, fand er auch dort eine Anstellung in der Fotografie, ein Bereich, der später seine Maltechnik beeinflussen sollte.
1921 gründete Fremont Ellis zusammen mit den Malern Josef Bakos, Walter Mruk, Will Shuster und Willard Nash die Künstlergruppe Los Cinco Pintores, die sich dem Modernismus verschrieben hatte. Ellis selbst blieb jedoch einem eher realistischen Stil treu. Er verwendete Fotografien, um Farbstimmungen und Kompositionen für seine Gemälde vorzubereiten. Die Gruppe löste sich 1926 auf, doch Ellis arbeitete weiterhin in Santa Fe.
Fremont Ellis stellte regelmäßig in Santa Fe und Los Angeles aus und gewann eine treue Fangemeinde. Seine Werke dokumentieren Landschaften und Lebensweisen einer Region im Wandel. Ellis’ Gemälde befinden sich in den Sammlungen der University of California, Los Angeles (UCLA), des Museum of New Mexico, des Thomas Gilcrease Institute of American History, des El Paso Museum und des Art Institute in Lubbock, Texas. Fremont Ellis lebte und arbeitete bis zu seinem Tod 1985 in Santa Fe.

## Werk
Fremont Ellis war bekannt für seine Landschaftsgemälde, die die natürliche Schönheit New Mexicos einfingen. Sein Stil war vom amerikanischen Impressionismus beeinflusst und er war einer der wenigen Künstler in Santa Fe, die im Westen Amerikas geboren wurden.